# MTU Aero Engines
MTU Aero Engines är Tysklands ledande tillverkare av flygplansmotorer. 
MTU utvecklar, tillverkar och ger support för flygplansmotorer för militärt och civilt bruk. MTU Aero Engines hette tidigare MTU München. MTU är förkortning för Motoren- und Turbinen-Union. MTU har en lång historia men dagens MTU skapades i slutet av 1960-talet som ett samarbete mellan Daimler-Benz och MAN AG för att tillverka flygplansmotorer i München och andra motorer och gasturbiner i Friedrichshafen (idag MTU Friedrichshafen). 1985 köpte Daimler-Benz ut MAN och MTU blev en del av DASA. När DASA var med och bildade EADS blev MTU kvar hos DaimlerChrysler. 2003 såldes MTU till Kohlberg Kravis Roberts & Co..